# Barbora Hrínová
Barbora Hrínová (* 1984 Bratislava) je slovenská spisovatelka, scenáristka a novinářka.
Vystudovala dramaturgii a scenáristiku na Vysoké škole múzických umění v Bratislavě, kde nyní vyučuje, v Ateliéru scenáristické tvorby. Natočila několik rozhlasových dokumentů pro RTVS a pro Český rozhlas. Jako scenáristka se podílela na několika slovenských televizních seriálech (ZOO, Divoké kone, Oteckovia). Absolvovala výzkumné pobyty v Gruzii a v Kalifornii. Hned za svůj knižní debut z roku 2020, sbírku povídek Jednorožce, získala v roce 2021 cenu Anasoft Litera určenou pro autora nejlepší slovenské prozaické knihy.